# ジョン・ホール (医師)

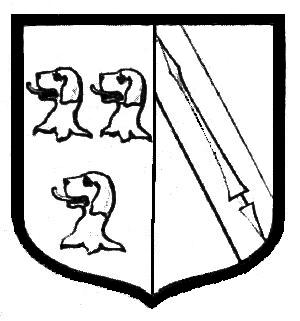
ジョン・ホールの紋章(左)とシェイクスピアの紋章(右)

ジョン・ホール（英語: John Hall、1575年 - 1635年11月25日）はイングランドの医師で、ウィリアム・シェイクスピアの義理の息子である。

## 生涯
ベッドフォードシャーのカールトンに生まれ、1589年よりケンブリッジ大学のクイーンズ・カレッジで学び、1593年に学士号を、1597年に修士号を取得した。イングランドでは医学の学位を取得していないが内科医となった。フランスで医学を学んだのではないかと推測される。
ストラトフォード＝アポン＝エイヴォンで開業し、街で唯一の医者となった。ウィリアム・シェイクスピアの娘スザンナと1607年6月5日に結婚し、翌1608年に一人娘エリザベスをもうけた。このエリザベスが結果的にシェイクスピア家最後の1人となる。ストラトフォード＝アポン＝エイヴォンで夫婦が住んだ家であるホールズ・クロフトは現在、一般に公開されている。ウィリアムの死後、夫妻は亡き父の家であったニュー・プレイスに引っ越した。
1613年に地元の囲い込みについてふたりが合意していたという記録などが残っており、おそらくホールは義父のウィリアムと近しかったようである。1614年には仕事のことで一緒にロンドンまで旅していたこともわかっている。

## 名誉毀損事件
ホールは地元で主導的なピューリタンであった。ピューリタンの教区牧師トマス・ウィルソンを支持していたが、この聖職者に対しては住民から多くの反対があった。1613年に反ウィルソン派のメンバーであるジョン・レインが、スザンナに対する中傷を行った。この中傷の内容は、スザンナが35歳の雑貨小間物商人ラルフ・スミスと不倫をし、スミスから性病をうつされたというものであった。6月15日にホール夫妻はウスターの司教管区裁判所でレインに対する名誉毀損訴訟を起こした。この3年後にシェイクスピアの遺言の証人になったロバート・ホワットコットがホール夫妻の側に立って証言したが、レインは出頭しなかった。レインは有罪とされ、破門された。レインは後にウィルソンに抗議する暴動に巻き込まれている。

## 著書
ホールは出版を見込んで症例ノートを2冊作っていた。この2冊を外科医であるジェームズ・クック(1614-1688)が買い取り、ラテン語から翻訳している。クックはこのノートをホールの死の22年後、1657年にSelect observations on English bodies, or Cures both empericall and historicall performed upon very eminent persons in desperate diseasesとして刊行した。ストラトフォード＝アポン＝エイヴォンでの最初の症例は1611年のもので、これによりホールはスザンナと結婚した時、ストラトフォード＝アポン＝エイヴォンに住んで仕事をしていたことがわかる。1冊目のノートは現存しているが、2冊目のノートの自筆手稿は失われている。

## 関連作品
ホールの名誉毀損訴訟をもとにピーター・ウィーランが戯曲The Herbal Bedを執筆している。初演の際にはリアム・カニンガムがホールの役を演じた。
BBC Fourで2005年11月22日に初放送されたテレビ映画A Waste of Shame: The Mystery of Shakespeare and His Sonnetsでは、トム・ヒドルストンがホールの役を演じた。この番組はBBCのシェイクスピア21シリーズの補足プログラムとして放送された。